# Franchi LF-57
Franchi LF-57 là một loại súng tiểu liên làm bằng hợp kim ép của Ý. Một số lượng nhỏ loại này đã được chế tạo bởi hải quân Ý những năm 1960, nhưng có rất ít người sử dụng nó. LF-57 có cấu tạo hệ khóa nòng giống như khẩu Beretta Model 12 để giảm chiều dài tổng thể của khẩu súng tuy nhiên hệ khóa nòng này lại chiếm gần như toàn bộ trọng lượng của khẩu súng. Việc này giúp cho việc chế tạo được đơn giản hóa đến mức tối đa. Hầu hết các bộ phận của súng được làm từ các mảnh hợp kim hoặc được ép ra, thân súng là hai mảnh duy nhất được nối với nhau bởi một mối hàn dài. Tháo rời khẩu súng này rất dễ dàng như nòng súng chỉ được giữ bởi một con ốc. Báng súng gấp và cò súng của nó được làm hoàn toàn bằng thép. Điểm ruồi được đặc phía trên ở đầu nòng súng. Ngoài ra nó còn được biết đến như "Súng bắn sóc" do sức mạnh của đạn yếu.